# 422 (numero)
Quattrocentoventidue (422) è il numero naturale dopo il 421 e prima del 423.

## Proprietà matematiche
- È un numero pari.
- È un numero composto.
- È un numero difettivo.
- È un numero semiprimo.
- È un numero palindromo nel sistema di numerazione posizionale a base 8 (646) e in quello a base 12 (2B2).
- È un numero nontotiente (per cui la equazione φ(x) = n non ha soluzione).
- È un numero congruente.
- È parte della terna pitagorica (422, 44520, 44522).

## Astronomia
- 422P/Christensen è una cometa periodica del sistema solare.
- 422 Berolina è un asteroide della fascia principale del sistema solare.
- NGC 422 è un ammasso aperto della costellazione del Tucano. (Appartenente alla Piccola Nube di Magellano).

## Astronautica
- Cosmos 422 è un satellite artificiale russo.